# Jan Des Roches
Jan Des Roches (Den Haag, gedoopt 1 maart 1740 – Brussel, 20 mei 1787) was een Nederlandse historicus en taalkundige. Hij heeft het grootste deel van zijn leven gewoond en gewerkt in de Oostenrijkse Nederlanden (België), waar hij een belangrijke rol speelde in de organisatie en de inspectie van het onderwijs. 
Des Roches was een natuurlijk kind van Louiza Rotteveel, een dienstmeisje op de Spaanse ambassade. Over zijn vader Des Roches is niets bekend. In 1757 vertrok hij als schoolmeester naar de Oostenrijkse Nederlanden. Hij schreef een vele malen herdrukte Nieuwe Nederduytsche Spraek-konst (1761) en stelde een eveneens bijzonder succesvol Nieuw Nederduytsch en Fransch Woordenboek/ Nouveau dictionnaire françois-flamand (1769) samen. Lang na zijn dood was de door hem voorgestane spelling nog een twistappel in de zogenaamde Spellingoorlog (1839-1844).
In 1773 werd Des Roches lid van de Académie impériale et royale des sciences et belles-lettres de Bruxelles. In 1777 werd hij secretaris van de Commission royale des études, de commissie die belast was met het uitvoeren van de Theresiaanse onderwijshervorming. Dit behelsde onder meer de oprichting van de nieuwe koninklijke colleges, die de plaats moesten innemen van de onderwijsinstellingen van de jezuïeten. Voor het eerst was er een nationaal programma en maakten geschiedenislessen daar deel van uit. Des Roches schreef hiervoor het handboek vaderlandse geschiedenis, Epitomes historiae Belgicae.

## Andere publicaties
- Grond-Regels der Latynsche Taele (1779)
- Grond-Regels der Grieksche Taele (1783)
- Nieuw nederduytsch en fransch woorden-boek (twee delen) (1776)
- Epitomes Historiae Belgicae libri septem (1782-1783) (online)
- Histoire ancienne des Pays-Bas autrichiens (1787) (online)
- Bijdragen in de Mémoires de l'Académie Royale des Sciences, des Lettres et des Beaux-Arts de Belgique (onder meer Mémoire sur la Religion des peuples de l'ancienne Belgique, 1777) (online)

## Voetnoten
1. ↑  Matthias Meirlaen, Het verhaal van de moraal: Universele en nationale geschiedenis in de Zuid-Nederlandse colleges na de Theresiaanse onderwijshervorming (1777-1789) in: De Achttiende Eeuw, 2009, p. 251-252. Gearchiveerd op 22 september 2022.

- Bibliothèque nationale de France: cb12248575t (data)
- Biografisch Portaal: 05099794
- Digitale Bibliotheek voor de Nederlandse Letteren: roch002
- Gemeinsame Normdatei: 11763302X
- International Standard Name Identifier: 0000 0000 7138 9544
- Nederlandse Thesaurus van Auteursnamen: 069967962
- Système universitaire de documentation: 031229913
- Virtual International Authority File: 13496707
- WorldCat: E39PBJvmQQbmFhFgqcW7JvCCwC